# Subháš Čandra Bós
Subháš Čandra Bós (bengálsky নেতাজী সুভাষ চন্দ্র বসু – Nētājī Subhāṣ Candra Basu – výslovnost: Netadží Šubháš Čondro Bošu, anglickou transkripcí Subhas Chandra Bose, 23. ledna 1897 – 18. srpna 1945) byl indický radikálně nacionalistický politik.

## Životopis
Již od mládí se zapojil do protibritského odporu v Indii. Spolupracoval s osobnostmi jako byl Džaváharlál Néhrú. Po propuštění z vězení se stal v roce 1930 starostou Kalkaty. V letech 1938 až 1939 předseda Indického národního kongresu. Za druhé světové války se jako odpůrce Britů spojil s hitlerovským Německem a jeho spojencem Japonskem. Z těchto zemí organizoval propagandu a protibritský ozbrojený odpor jednotek svých krajanů. Zemřel na popáleniny následkem zřícení letadla, když se na konci války snažil dostat do sovětské sféry vlivu.

## Galerie

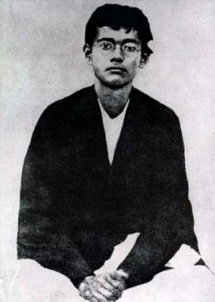
Subháš Čandra Bós jako chlapec
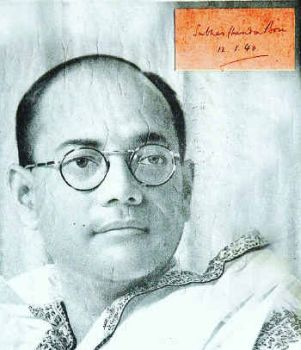
Subháš Čandra Bós
Subháš Čandra Bós
Subháš Čandra Bós v roce 1940
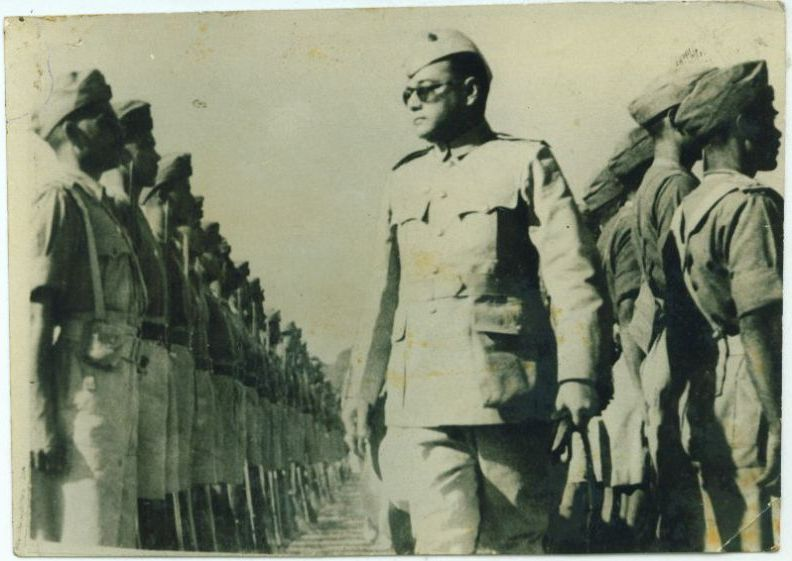
Subháš Čandra Bós